# Peter Freyd
Pour les articles homonymes, voir Freyd.
Peter J. Freyd, né le 5 février 1936 à Evanston dans l'Illinois, est un mathématicien américain professeur à l'Université de Pennsylvanie, connu pour son travail dans la théorie des catégories et pour avoir fondé la False Memory Syndrome Foundation (en)  (voir faux souvenirs induits).

## False Memory Syndrome Foundation
Freyd et sa femme Pamela ont fondé la False Memory Syndrome Foundation en 1992 après que Freyd eut été accusé d'abus sexuel de la part de sa fille Jennifer Freyd,, Peter Freyd ayant toujours nié ces accusations.